# Gouden Bul (1349)
De Gouden Bul van 27 februari 1349 is een oorkonde waarin is vastgelegd dat keizer Karel IV aan hertog Jan III van Brabant en zijn opvolgers het privilege verleent dat de ingezetenen (constituti) van de hertogdommen Brabant, Lotharingen, Limburg en het markgraafschap Antwerpen in wereldse aangelegenheden enkel voor plaatselijke Brabantse rechters mogen worden gedaagd en niet langer bij rechters van de keizer. Tegelijkertijd werd bepaald dat niemand van uitspraken in appel mocht gaan bij keizerlijke rechters zolang er door de plaatselijke rechters geen rechtsweigering plaatsvond. Als hoogste rechter ging het Hof van Brabant fungeren. De Brabantse Gouden Bul is in 1424 bevestigd en uitgebreid door opvolgend koning Sigismund. De heerlijkheden Rode en Kerpen werden in de gunst begrepen en de ingezetenen mochten in civiele en criminele zaken niet voor de keizerlijke rechter worden gedaagd, tenzij de plaatselijke rechter weigerde de zaak in behandeling te nemen. De verleende rechten vormen een belangrijk element in de eeuwenlange ontwikkeling van de Nederlanden tot een zelfstandig bestuurd grondgebied.

## Historiek
Neder-Lotharingen bestond in de 12de eeuw uit een verzameling van enkele geestelijke, maar vooral wereldlijke vorstendommen, waarvan de vorsten zo machtig waren geworden dat de keizers hen gunsten moesten verlenen om ze aan zich te kunnen binden. Juridisch belangrijk voor de Nederlandse dynastiën was, voor zover zij rechtstreekse leenmannen van de keizer waren, een leenrechtelijk situatie die keizer Frederik I van Barbarossa creëerde om zijn tegenstander Hendrik, bijgenaamd de Leeuw, hertog van Beieren en Saksen, aan hak te zetten. De hertog verloor zijn rijkslenen, maar deze vervielen niet aan de keizer, ze werden verdeeld over de vorsten in ruil voor steun en medewerking aan de keizer. De opvolgend keizer, Frederik II gaf de lokale heren in 1220 en 1232 nog meer rechten zoals de formeel belangrijke rechten op de regalia (tol, munt) en op eigen rechtsmacht, ze konden hun territoria min of meer zelfstandig besturen, buitenlandse politiek voeren en het gebied met militaire macht verdedigden. In de loop van de 13e en 14e eeuw werden veel van deze graven tot hertog verheven.
Een van de belangrijkste prerogatieven, die de Duitse koningen aan het eind van de Middeleeuwen hadden weten te behouden, was hun positie als opperste rechter in het Duitse Rijk en bezitter van de volledige rechtsmacht, voor zover hun deze niet door de rijksstanden en de rijkswetten was onttrokken. Zo kon de koning in beginsel iedere rechtszaak ter afdoening naar zichzelf, of naar zijn hofgerecht toetrekken. Het hofgerecht was ook beroepsinstantie voor de lagere gerechten. Dat keizer Karel IV bijzondere rechten aan hertog Jan III verleenden moet bezien worden tegen de achtergrond dat Johanna, erfdochter van Jan III van Brabant in 1351 huwelijksvoorwaarden aanging met Wenceslaus van Bohemen, halfbroer van Karel IV en dat na de dood van Jan III in 1355 overeenkomstig de wens van de steden, Johanna en haar gemaal de regering over Brabant en Limburg op zich zouden nemen.
Met het privilege van de Gouden Bul kwam keizer Karel IV tegemoet aan het Brabantse ongenoegen ten aanzien van het Tribunal de la Paix, waarmee de graven van Luik hun rechtsmacht konden doen gelden in Brabant. De vrijgevigheid kan dus worden verklaard uit politieke beweegredenen. Het huis Wittelsbach had vaste voet gevat in de Nederlanden waarmee het de dynastische vijandschap ten opzichte van Duitsland naar deze streken overbracht.
De gevolgen van de Bul waren verstrekkend en werden buiten Brabant nog eeuwenlang gecontesteerd, waarbij men voorhield dat Brabanders de immuniteit enkel konden inroepen voor geschillen over persoonlijke rechten. Omgekeerd interpreteerde de Raad van Brabant de Gouden Bul zo ruim mogelijk, niet louter als verweermiddel.
De bul, uitgevaardigd op 27 februari in Herk-de-Stad en opnieuw op 25 juli in Aken, ontleende haar naam aan het gouden zegel dat Karel IV eraan hechtte, wat hij ook deed met de bekende Gouden Bul van 1356 die een groot aantal onderwerpen bestreek. De Latijnse oorkonde zelf is bewaard maar het zegel is verloren gegaan.
De bepalingen van de oorkonde werden overgenomen in de oorkonde ter ere van de Blijde Inkomst in Leuven van 1356. Rooms-koning Sigismund, die jarenlang de Brabantse hertogtitel opeiste, bevestigde haar in 1424. Door keizer Maximiliaan I werd de Gouden Bul op 5 maart 1512 bekrachtigd en uitgebreid: de bevoegdheid van de rijksgerechten werd volledig uitgeschakeld, zodat de Grote Raad van Mechelen ten aanzien van Brabanders uitspraak deed in hoogste aanleg. Keizer Karel V hernam de Gouden Bul op 1 juli 1530 en versterkte ze eveneens. Hij machtigde de kanselier en de rechtbanken van Brabant om bij schending de rijksban uit te spreken.

## Archief
- Wenen, Österreiches Staatsarchiv, Niederlandische Urkunden, AT-OeStA/HHStA UR NUK 103

## Voetnoten
1. ↑  P. L. Nève, Het Rijkskamergerecht en de Nederlanden. competentie - territoir - archieven, 1972, p. 5, 109, 110
2. ↑  Uitgegeven in Johann Friedrich Böhmer, Acta imperii selecta. Urkunden deutscher Könige und Kaiser mit einem Anhange von Reichssachen, 1870, p. 568-570, nr. 846
3. ↑  Uitgegeven in Lothar Gross e.a., Urkunden und Aktenstücke des Reichsarchivs Wien zur reichsrechtlichen Stellung des burgundischen Kreises, vol. 1, 1944, p. 97-105, nr. 195